# Uranothauma cuneatum
Uranothauma cuneatum är en fjärilsart som beskrevs av Tite 1958. Uranothauma cuneatum ingår i släktet Uranothauma och familjen juvelvingar. Inga underarter finns listade i Catalogue of Life.